# 池口恵観
池口 恵観（いけぐち えかん、1936年〈昭和11年〉11月15日 - ）は、日本の僧侶。単立烏帽子山最福寺法主。高野山真言宗・鹿児島高野山・最福寺 住職。高野山真言宗大僧正・伝灯大阿闍梨。俗名・鮫島 正純（さめじま まさずみ）。
安倍晋三（元内閣総理大臣）や小泉純一郎（元内閣総理大臣）などの政界の大物政治家と親交があることから「永田町の怪僧」の渾名がある。

## 人物
1936年（昭和11年）、鹿児島県肝属郡東串良町で醤油屋の息子として生まれた。町立柏原小学校、町立東串良中学校、鹿児島県立志布志高等学校を経て、1959年（昭和34年）高野山大学文学部密教学科卒業後、俳優を目指して上京し、広告代理店勤務をしていた。1961年（昭和36年）に旧日本軍の元軍人たちによるクーデター未遂事件の「三無事件」に関わり逮捕された。
1967年（昭和42年）、宗教法人「波切り不動最福寺」を設立。1971年（昭和46年）、学校法人最福学園を設立し幼稚園等を経営。1989年（平成元年）、「百万枚護摩行」達成行者となる。ロシア、フィリピン、日本の数多くの大学の客員教授・非常勤講師の肩書きを持つ。1999年、山口大学から医学博士号を取得。
宗教は人を差別しないとの自論から、思想信条・職業を問わず暴力団員からハイジャック犯まで、あらゆる人から相談を受け、弟子に家田荘子、小池一夫、コンノケンイチ、金本知憲、新井貴浩がいる。イトマン事件で実刑判決を受けた許永中も弟子の一人だと公言している。ロシア、フィリピン、ドイツのアウシュヴィッツや中国の南京大虐殺紀念館など世界各国で供養を行っており、2005年4月にはミャンマーのヤンゴンにある日本人墓地にNPO法人アジア地域戦没者慰霊協会の事業で戦没者慰霊碑群を、指定暴力団住吉会会長・福田晴瞭、指定暴力団山口組若頭・高山清司、同舎弟・英五郎らと共に建立
している。また、弟子たちには常に、「人は、存在するモノが5％しか見えていない。この世に誰でも光を持って生まれてくるが、玉も磨かざれば濁ってくる。それを光り輝くものにするか、曇って暗くするかが今生の分かれ道である」と語っている。
池口は、小泉純一郎（元内閣総理大臣）や安倍晋三（元内閣総理大臣）や二階俊博（自民党の幹事長）などの日本の大物政治家とも交流があり政界にも一定の影響力がある。
2007年（平成19年）9月には指定暴力団住吉会傘下の右翼団体・日本青年社の総会に来賓として招かれ、直前に総理辞任を表明した安倍晋三を擁護する内容の講演を行っている。その後も日本青年社の機関紙に度々寄稿。平成24年度の日本青年社全国議員同志連盟・社友総会は最福寺関東別院で開催された。石川県護国神社において、頑張れ日本!全国行動委員会会長・田母神俊雄と共に「神官仏僧合同大東亜聖戦祭」を開催した。
池口が法主を勤める、鹿児島県鹿児島市平川町にある単立（高野山真言宗に所属していない）烏帽子山最福寺には、松本明慶大仏師による国内最大級の木造仏・大弁才天（高さ18.5メートル）と、北朝鮮の初代指導者である金日成主席を尊敬する意味から金日成主席観世音菩薩が鎮座している。

## 北朝鮮との関係
池口は北朝鮮をたびたび訪問し、朝鮮労働党や北朝鮮外務省の高官だけでなくよど号ハイジャック犯とも会談しているほか、2012年に開催された金日成生誕100年祭にも出席している。池口は数多くの北朝鮮への貢献により、同国から勲章も授与されている。
池口は頻繁な訪朝の理由に、「日本が歴史的に韓国と北朝鮮に対して大きな犠牲を抱かせ、韓半島の多くの国民が日本に恨みを持って亡くなったことに対し、素直に謝罪し慰霊したかった」ことを挙げ、「真の懺悔と謝罪があってこそ相互友好関係が生じる」との考えから、韓国と北朝鮮を毎年定期的に訪問して慰霊祭と平和祈願祭を開くことを思案している。また、まずは日本が北朝鮮に対して、いわゆる「過去の植民地統治に関する戦後補償」と謝罪をして、それから日朝国交正常化をするべきだと主張している。
朝鮮労働党中央委員会総書記・金正日が死去した際には、「朝鮮の大いなる指導者、金正日総書記閣下が地方指導に向かう途上で亡くなられたのは、とても痛ましく悲しい」「朝鮮半島の平和と繁栄、日朝国交正常化を金日成主席と共に見守ってほしい」と哀悼の意を示した。

### 朝鮮総連中央本部ビルの落札と取得断念
2013年（平成25年）3月には最福寺が在日本朝鮮人総聯合会（朝鮮総連）中央本部（東京都千代田区）の土地・建物を45億1,900万円で落札したが、池口はこれが北朝鮮政府高官（最高人民会議幹部）からの要請に基づくものであり、落札後には同土地・建物を朝鮮総連に貸与する予定であることを明らかにしている。
同年5月9日、落札代金を融資してくれる企業と交渉が成立したと発表したが、直前になり購入を断念した。
5月10日午後、最福寺別院の江の島大師で記者会見を開き一連の経緯を説明した。会見では「融資に関して何らかの圧力があった」と述べた。

## その他
- 香港の英字紙「サウスチャイナ・モーニング・ポスト」は、「暴力団関係者であり、指定暴力団住吉会や指定暴力団九州誠道会と密接な関係にある」と報じた[19]。

- 2016年2月に覚醒剤使用容疑で逮捕された元プロ野球選手の清原和博の身元引受人になることを否定した[20]。
- 季刊「会津人群像46号⁻会津一の天才易師中川万之丞」池月映に、池口氏『阿字』の気合（念力）と同じ内容がある。近村の大東流流合気柔術の祖武田惣角に気合術（気合・合気）を教えた人物でもある。歴史春秋社　2023年8月20日　119頁

## 著書
- 『蔣介石 その偉大なる生涯』（1976年、論稿社）
- 『池口恵観講話集』全5巻 1997年-1998年、高野山出版部
- 『阿字』（2004年10月、リヨン社）
- 『蒼天の龍』（2011年6月、高城書房出版）ISBN 978-4887771437
- 『ヘタな人生論より空海のことば---矛盾や不条理だらけのこの世の中を、どう生きようか(河出文庫)』（2011年8月5日、河出書房新社）ISBN 978-4309411019
- 『苦しみはどこから生まれるのか？(角川oneテーマ21)』（2012年1月10日、角川書店(角川グループパブリッシング)）ISBN 978-4041101124
- 『弘法大師空海 「三教指帰」生死の苦源から覚りの安楽へ(ロング新書)』（2012年2月24日、ロングセラーズ）ISBN 978-4845409020
- 『空海「折れない心」をつくる言葉』（2011年4月16日、三笠書房）

他、新書判を主に多数の著作がある。

## 論文
- 国立情報学研究所収録論文 国立情報学研究所